# Joaquim Pimenta de Castro
Joaquim Pereira Pimenta de Castro (Monção, 5 novembre 1836 – Lisbona, 15 maggio 1918) è stato un politico portoghese.

## Biografia
Laureato in matematica presso l'Università di Coimbra, Pimenta de Castro divenne prima ufficiale dell'esercito e successivamente raggiunse il grado di generale. Nel 1908 fu nominato comandante della 3ª regione militare, a Porto. Dopo la proclamazione della Repubblica il 5 ottobre 1910, fu ministro della guerra, per soli due mesi. Dovette dimettersi per l'incursione del monarchico Henrique de Paiva Couceiro. Come indipendente, fu scelto dal presidente Manuel de Arriaga come Primo Ministro alla guida di un governo durato appena cinque mesi grazie all'appoggio dei repubblicani e dei conservatori.  Il suo governo fu rovesciato dal movimento militare del 14 maggio 1915, supportato dal Partito Repubblicano, che causò le dimissioni del Presidente Manuel de Arriaga.